# Robin Coombs
Pour les articles homonymes, voir Coombs.
 (juillet 2017).
Robert Royston Amos ("Robin") Coombs, (Londres, le 9 janvier 1921 – 25 janvier 2006) est un médecin immunologiste britannique connu pour sa participation à la mise au point du test de Coombs (1945) qui permet de mettre en évidence la présence d'immunoglobulines, (qui font partie de la fraction des protéines du plasma appelées à l'époque globulines), test qui deviendra à la base d'examens importants pour la sécurité d'une transfusion sanguine (groupes sanguins, recherche d'anticorps irréguliers), ou pour la recherche de la cause d'une anémie hémolytique.
Le test de Coombs, maintenant appelé test à l'antiglobuline, a, en particulier, permis d'identifier de nombreux groupes sanguins grâce à la mise en évidence de leurs anticorps, et de diagnostiquer les maladies hémolytiques du nouveau-né.

## Biographie
Il étudie la biologie à Édimbourg puis à Cambridge où il fait son doctorat en 1947. Il devient professeur de biologie en 1966. Ses sujets d'étude concernent essentiellement l'immunologie.
Il publie son travail le plus connu sur la détection des immunoglobulines en 1945 et 1946 avec Arthur Mourant et Rob Race.
Il est né à Londres et étudia la Médecine Vétérinaire a l'université d'Edimbourg. En 1943, il commença une thèse de doctorat à l'Université de Cambridge, où il y continuera de travailler jusqu'en 1988. Avant même l'obtention de son Doctorat en 1947, il décrit le test à l'antiglobuline qui portera son nom.
Il devient professeur et chercheur au Département de Pathologie de l'Université de Cambridge, et un fondateur de sa Divison en Immunologie.
Il fut octroyé un titre doctoral avec mention d'honneur par l'Université de Guelph, au Canada, et l'Université d'Edimbourg, en Écosse, et fut un Membre de la Société Royale du Royaume-Uni (1965), Membre du Collège Royal de Pathologistes et un Membre d'Honneur du Collège Royal de Médecine.
Il fut marié à Anne Blomfield, sa première étudiante graduée. Ils eurent ensemble un fils et une fille.